# Neuropatia del pudendo
La neuropatia del pudendo (in inglese "pudendal neuropathy"), o meglio nevralgia del pudendo o Sindrome di Alcock, è una sindrome caratterizzata da dolore cronico localizzato al perineo, nelle zone del corpo innervate dal nervo pudendo. Sebbene le cause della sindrome dolorosa siano variabili e il meccanismo non completamente noto, l'elemento comune è la compressione o "intrappolamento" del nervo nel suo canale.

## Eziologia
La neuropatia del pudendo è spesso dovuta a danni meccanici o infiammatori al nervo pudendo. Può essere causata da un utilizzo prolungato della posizione seduta, dall'uso della bicicletta, dall'esercizio fisico, da interventi per la cura delle emorroidi oppure può insorgere in seguito ad Herpes genitale oppure ancora da nessuna ragione evidente.

## Epidemiologia
Colpisce in circa due terzi dei casi il sesso femminile.

## Clinica
Può sopraggiungere bruscamente o svilupparsi nel tempo. La presentazione clinica è varia: dolori appena accennati, bruciori, tensioni, fitte, perdita di sensibilità, sensazioni di caldo o freddo.
Il dolore solitamente peggiora in posizione seduta e si riduce stando in piedi, sdraiati o seduti sul gabinetto. Può essere localizzato in un'area soltanto, in diverse aree, bilaterale o unilaterale. Spesso si associa a problemi urinari, rettali e sessuali.

## Diagnosi differenziale
Deve essere distinta dalla prostadinia, dalla prostatite non batterica, dalla vulvodinia, dall'orchialgia, dalla proctalgia, dalla coccigodinia, dalla sindrome del muscolo elevatore dell'ano e dalla borsite ischiale.

## Trattamento
La gestione della neuropatia del pudendo si basa su un approccio multidisciplinare che prevede modifiche comportamentali, trattamenti fisioterapici, farmaci, infiltrazioni e, in casi selezionati, interventi chirurgici. Le modifiche delle abitudini aggravanti, come la riduzione del tempo trascorso seduti o l’utilizzo di appositi cuscini ergonomici, rappresentano un primo passo nella gestione conservativa.
Un ruolo centrale è svolto dalla fisioterapia specializzata nel pavimento pelvico, che include tecniche miofasciali, rilassamento muscolare e desensibilizzazione dei trigger point. Tra i protocolli più noti si segnala il Wise-Anderson Protocol, sviluppato presso la Stanford University, che combina fisioterapia interna, rilassamento paradossale e tecniche comportamentali.
Sul piano farmacologico, il trattamento del dolore neuropatico può prevedere l’impiego di antidepressivi triciclici, anticonvulsivanti come pregabalin e gabapentin, miorilassanti e, in alcuni casi, duloxetina. Le infiltrazioni ecoguidate o TAC-guidate del nervo pudendo con anestetico e corticosteroide possono fornire un sollievo temporaneo e sono utilizzate sia a scopo diagnostico che terapeutico.
Nei casi in cui i trattamenti conservativi non risultino efficaci, si può considerare la decompressione chirurgica del nervo mediante approccio transgluteo, transischiorettale, transperineale o laparoscopico, pratiche eseguite solo in centri specializzati per via dei rischi associati. Altre opzioni comprendono la neuromodulazione sacrale, la stimolazione del nervo tibiale posteriore e tecniche sperimentali come radiofrequenza pulsata, crioterapia o iniezione di tessuto adiposo autologo. 
In presenza di dolore cronico persistente, è raccomandabile un sostegno psicologico o psicoterapia, soprattutto nei casi in cui il paziente sviluppi sintomi depressivi o ideazione suicidaria.

## Prognosi
La prognosi della neuropatia del pudendo può variare in base alla tempestività della diagnosi e alla complessità del quadro clinico. Un intervento precoce, che consenta di iniziare tempestivamente un trattamento mirato, può contribuire a migliorare l'andamento della patologia e a ridurre il rischio di cronicizzazione del dolore neuropatico. Tuttavia, l’evoluzione clinica dipende da molteplici fattori, tra cui la gravità della compressione nervosa, la risposta individuale alle terapie e la presenza di condizioni associate.

## Iniziative legislative in Italia
Nel marzo 2022 è stata presentata alla Camera dei Deputati una proposta di legge per il riconoscimento della neuropatia del pudendo e della vulvodinia come patologie croniche e invalidanti (Atto C.3540, On. Pini e altri), con l'obiettivo di includerle nei Livelli Essenziali di Assistenza (LEA), prevedere l'esenzione dal ticket sanitario, istituire centri specializzati e promuovere la ricerca clinica. Una proposta analoga è stata depositata anche al Senato (Atto S.83). Ad oggi, nessuna delle due proposte è stata ancora calendarizzata o discussa in Parlamento. Il mancato riconoscimento formale della patologia rappresenta, secondo molte associazioni, un ostacolo per l’accesso alle cure e al supporto psicologico adeguato.